# 菊池常利&真形テルコwithヴェンタイン系アーティスト一同
菊池常利&真形テルコwithヴェンタイン系アーティスト一同（きくちつねとし アンド まがたテルコ ウィズ ヴェンタインけいアーティストいちどう）は、2011年4月10日に結成され同年5月2日まで活動した、菊池常利や真形テルコを中心としたヴェンタインレコード所属のアーティストやスタッフによる東日本大震災チャリティー活動を目的としたスペシャルユニットである。キャッチコピーは「静かな未来だったら すぐ届くんだね」。一部媒体では「菊池常利&真形テルコwithアーティスト有志一同」と表記されることもある。

## 概要
2011年3月11日の東日本大震災により宮城県名取市に4月10日、緊急災害用FMラジオ局「なとらじ はちまる・いち」（周波数80.1Mhz)が開局となる予定であった。しかし資金難により日本音楽著作権協会への使用料が払えず音楽をかける見通しがたたなかった。この状況を憂いた同市出身のNHKプロデューサーKが、3月後半に同局の旅番組である街道てくてく旅の音楽を担当し福島県白河市で幼少期を過ごした菊池常利と青森県八戸市出身の真形テルコとのデュエット曲作成を懇願し彼らもまたそれに快く応じた。ヴェンタインレコードのプロデューサーユニットコペルニクス（吉田哲、木村敦、児島由美）は元気いっぱいの曲やありきたりの応援ソングを作るべきなのかと悩み曲作りは難航を極めたが最終的にはアフリカ飢饉のために立ち上がったUSAフォー・アフリカのチャリティーソング「We Are The World」のようにヴェンタインレコード系のアーティスト一同が手を取り合って歌うことによって被災者の方々や日本中が一つになることを体現できるのではないかと考えた。こうして4月10日、たった二週間という短い期間で応援ソング「あした日和」は完成し開局に間に合ったのである。さらに4月30日にはスケジュールの関係で参加できなかったアーティストを加えた「あした日和デラックス版」が完成。これを機に「菊池常利&真形テルコwithヴェンタイン系アーティスト一同」としての活動は終了したがアーティスト個人でのチャリティー活動は今後も続けていく予定である。

## 参加アーティスト
あした日和デラックス版プロモーションビデオのエンディングロールに基づく。

### 菊池常利&真形テルコ
メインボーカルの二人で結成されたスペシャルユニット、あした日和では主にサビと1番のAメロ、Bメロを歌う。
- 菊池常利（きくち つねとし、1971年-、神奈川県横浜市）-通称TWUNE様、シンガーソングライター
- 真形テルコ（まがた てるこ、青森県八戸市）-シンガーソングライター

### ハイタッチ合唱団
あした日和開局バージョンからコーラスで参加した初期メンバーの総称、コペルニクス曰くたまたま居合わせたミュージシャンとのこと。
- 高橋永子（たかはし のいこ）-オフィスオープンハート主宰、手話を使うシンガーソングライター。
- 白谷三喜雄（しらたに みきお）-Walking in Spaceのメンバー。
- 石井隆（いしい たかし）-Walking in Spaceのメンバー。
- vivian（びびあん、1982年11月27日-、東京都、AB型）-本名水野友恵（みずの ともえ）、Walking in Space及びElectrifyのメンバー、トランペット奏者。
- 芦沢俊成（あしざわ としなり）-Watch Towerのメンバー、ボーカル兼ギタリスト。
- AZSA（アズサ）-本名伊東あづさ（いとう あずさ）、Watch Tower及びイトーバンドのメンバーでギタリスト。「あした日和」2番の作詞作曲及び間奏のギター演奏を担当。NGO団体ピースボートの東北関東大震災緊急支援部隊小隊長
- 島崎優也（しまざき ゆうや、1990年5月27日-、東京都、B型）-YHRのメンバー、バイオリニスト
- 芝崎紘生（しばざき ひろき、1990年-）-YHRのメンバー、チェロ奏者
- 吉田龍之助（よしだ りゅうのすけ）-通称yossy.r（ヨッシー アール）YHRのメンバー、ピアニスト兼ドラマー、あした日和のドラムを担当。
- 吉田哲（よしだ さとし1950年5月12日-、東京都目黒区）-ヴェンタインレコードのプロデューサーユニットコペルニクスのメンバー、通称コペちゃん、同ユニットの児島由美は実妻、作曲家。あした日和の1番の作詞作曲とベース、キーボードを担当。
- 児島由美（こじま ゆみ、11月13日-、北海道札幌市、AB型）-ヴェンタインレコードのプロデューサーユニットコペルニクスのメンバー、通称クスちゃん、同ユニットの吉田哲は実夫、シンガーソングライター。あした日和には編曲及び雅月（生田流の雅号）としてサポートボーカルにも参加。

### サポートボーカル
あした日和では2番のAメロ、Bメロを担当。
- 岡田修（おかだ しゅう、1957年-、山形県酒田市）-津軽三味線奏者
- ビアンコ洋平（ビアンコ ようへい）-本名山形洋平、菊池常利のバックギタリスト。あした日和のアコースティックギターも担当。
- 福島邦子（ふくしま くにこ、静岡県）-シンガーソングライター

### コーラス
あした日和1番を担当
- 朝野純（あさの じゅん、福島県郡山市）-シンガーソングライター
- 伊藤マサヤ（伊藤 マサヤ）
- chiko（チコ）
- MingMing（ミンミン）-国籍不明のアジア人女性アイドル
- 岡田さとみ-岡田修のマネージャー
- 大越康子（おおごし やすこ、秋田県、A型）-ジャズシンガー
- 大川寛史（おおかわ ひろし）
- 東郷Etsuko（とうごう えつこ）-ガールズグループペブルスのメンバー、ボーカル兼ベーシスト。

あした日和2番を担当
- 柳家小ゑん（やなぎや こえん、1953年9月15日-、東京都目黒区）-本名富田実（とみたみのる）、落語家、5代目柳家小の弟子。
- 富田草太（とみた そうた）-柳家小ゑんの息子、最年少メンバー。
- 田口ユリ（たぐち ゆり、3月19日-）-シンガーソングライター、自身のアクセサリーショップYURISMでチャリティーグッズを販売。
- TAKESHI the rendez-vous（タケシ ザ ランデブー、1975年9月21日-、愛媛県、AB型 ）-ジャニーズ事務所所属タレント等に楽曲を提供しているシンガーソングライター。
- 木村敦（きむら あつし、1963年5月21日-、東京都葛飾区、AB型）-ヴェンタインレコードのプロデューサーユニットコペルニクスのメンバー。通称ルニちゃん、ギタリスト。あした日和の英詞部分の作詞作曲とエレキギターを担当。
- 田中景子（たなか けいこ、広島県）-ヴィオリスト、あした日和インスト・バージョンのヴィオラ・バージョンを演奏。
- 石川真理子（いしかわ まりこ、1974年5月21日-、静岡県、O型）-シンガーソングライター。
- KANAN（カナン）-シンガーソングライター、ヴェンタインレコードアシスタントディレクター。

### オーケストラ
- 内田輝（うちだ あきら）-サックス奏者、あした日和のサックスを担当。
- パエリア・ブラザーズ
- 松浦碧（まつうら みどり）-Electrifyのメンバー、アニメオタクのピアノキーボードシンセサイザー奏者。あした日和インスト・バージョンのピアノ・バージョンを演奏。

### その他
- MONO（モノ）-あした日和デラックス版プロモーションビデオの編集
- 名和真（なかず しん）
- Mr.Nobick（ミスター ノビック）
- 上田真一郎（うえさしんいちろう）-カメラマン、あした日和デラックス版プロモーションビデオ用の写真を提供
- 若生ファミリー（わこうふぁみりー）-なとらじ はちまる・いちスタッフ

## バイオグラフィ
2011年
3月29日前後
- 宮城県名取市に緊急災害用FMラジオ局が開局されるとの一報を受けてヴェンタインレコードや街道てくてく旅のスタッフを中心に企画の作成が始まる[3]。

4月3日
- 田口ユリが自身のアクセサリーショップYURISMで、売上の一部は義捐金として日本赤十字社に寄付されるチャリティーストラップ4種の販売を開始する[4]。
- 朝野純が東京都日野市で「大震災義援　Jazz live」に参加[5]。

4月5日
- 菊池常利&真形テルコがヴェンタインレコード蟠龍寺スタジオで時間の都合上一発勝負で応援ソング「ハイタッチ」をレコーディングしコペルニクスやAZSAが曲の最終調整をし始めたことを機に企画の概要が発表される[6]。
- YHRがコーラスでレコーディングに参加[7]。

4月10日
- 宮城県名取市に緊急災害用FMラジオ局「なとらじ　はちまる・いち」（周波数80.1Mhz)が開設。同番組内で「ハイタッチ」が初披露される。

4月11日
- NHKプロデューサーKの英断により第一弾の応援ソングの曲名が「ハイタッチ」から「あした日和」に変更される[8]。

4月15日
- ヴェンタインレコードの公式サイト内にて「あした日和」の完成版とは違う録音途中バージョンが配信開始される。

4月18日
- chiko、AZSA、田口ユリがレコーディングに参加[9]。

4月20日
- 福島邦子があした日和デラックス版のレコーディングに参加[10]。
- 岡田修が静岡県富士市でチャリティーコンサート「がんばろう東日本！！第６回寺小屋コンサート」に出演。

4月22日
- 参加アーティストをさらに増やした「あした日和デラックス版」の制作が発表され、MingMing、岡田修、岡田さとみがレコーディングに参加[11]。
- AZSAがNGO団体ピースボートの東北関東大震災緊急支援部隊小隊長として宮城県石巻市へと向かう[12]。

4月30日
- あした日和デラックス版のプロモーションビデオが完成しYouTubeヴェンタインレコード公式アカウント「ventain09」からアップロードされる[13]。

5月1日
- 島崎優也（YHR）が東京都葛飾区でチャリティーコンサート「声楽を学ぶ高校生・大学生によるCHARITY CONCERT-東日本大震災の被災者の方々へ-」へ出演[14]。

5月2日
- あした日和デラックス版の完成に伴い「菊池常利&真形テルコwithヴェンタイン系アーティスト一同」での活動終了が発表された。

5月3日
- AZSAのピースボート東北関東大震災緊急支援活動が終了[15]。

5月11日
- 柳家小ゑんが「落語協会・復興支援寄席「新作の会」」に出演。

6月25日
- 岡田修が愛知県尾張旭市でチャリティーコンサート「災害支援コンサート」に出演。

## ディスコグラフィ
| # | タイトル                                 | 公開日        | 時間    | 作詞・作曲           | 編曲     | 形態                                                            | 備考 |
| 1 | あした日和                               | 2011年4月10日 | 4分32秒 | 吉田哲、木村敦、AZSA | 児島由美 | なとらじ はちまる・いち及びヴェンタインレコード公式サイトで配信 | 東日本大震災の応援ソング第一弾                                                                                                   |
| 2 | あした日和録音途中バージョン             | 2011年4月15日 |         | 吉田哲、木村敦、AZSA | 児島由美 | ヴェンタインレコード公式サイトで配信                            | 同年5月1日をもって配信終了 |
| 3 | あした日和デラックス版                   | 2011年4月30日 | 4分29秒 | 吉田哲、木村敦、AZSA | 児島由美 | なとらじ はちまる・いち及びYouTubeで配信                        | 「あした日和」の参加アーティストを増やした完成版とも言える一曲、レコーディング映像を中心に編集したプロモーションビデオが存在する |
| 4 | あした日和インスト・バージョン-ピアノ-   | 2011年4月30日 | 52秒    | 吉田哲、木村敦、AZSA | 児島由美 | なとらじ はちまる・いち及びYouTubeで配信                        | 「あした日和」のインストゥルメンタル、ピアノは松浦碧、デラックス版PVのエンディングロールのBGMとして使用されている                |
| 5 | あした日和インスト・バージョン-ヴィオラ- | 2011年4月30日 |         | 吉田哲、木村敦、AZSA | 児島由美 | なとらじ はちまる・いちで配信                                   | 「あした日和」のインストゥルメンタル、ヴィオラは田中景子                                                                         |

あした日和の作成以外にも参加アーティストの、日本音楽著作権協会への著作権料が発生しない未発表楽曲を集めたCDをなとらじ はちまる・いちに送っている。

## 被災地支援活動
| 日程                 | プロジェクト                       | 活動地域     | 備考     |
| -------------------- | ---------------------------------- | ------------ | -------- |
| 2011年4月22日-5月3日 | ピースボート東北関東大震災緊急支援 | 宮城県石巻市 | AZSAのみ |

## チャリティーイベント

### コンサート
| 日程          | イベント                                                                    | 会場                                     | 備考                                                                               |
| ------------- | --------------------------------------------------------------------------- | ---------------------------------------- | ---------------------------------------------------------------------------------- |
| 2011年4月3日  | 大震災義援 Jazz live                                                        | レストラン バンボラ                      | 朝野純のみ、入場料の一部を義捐金として朝野の出身地である福島県の災害対策本部へ寄付 |
| 2011年4月20日 | がんばろう東日本！！第６回寺小屋コンサート                                  | 稱念寺                                   | 岡田修のみ                                                                         |
| 2011年5月1日  | 声楽を学ぶ高校生・大学生によるCHARITY CONCERT-東日本大震災の被災者の方々へ- | かつしかシンフォニーヒルズアイリスホール | 島崎優也（YHR）のみ                                                                |
| 2011年6月25日 | 災害支援コンサート                                                          | 洞光院                                   | 岡田修のみ                                                                         |

### 寄席
| 日程          | イベント                           | 会場       | 備考           |
| ------------- | ---------------------------------- | ---------- | -------------- |
| 2011年5月11日 | 落語協会・復興支援寄席「新作の会」 | 池袋演芸場 | 柳家小ゑんのみ |

## チャリティーグッズ
| 発売日       | グッズ                  | 販売店 | 備考                                                                                  |
| ------------ | ----------------------- | ------ | ------------------------------------------------------------------------------------- |
| 2011年4月3日 | チャリティーストラップA | YURISM | 田口ユリのアクセサリーショップにて販売、売り上げの6割を義捐金として日本赤十字社に寄付 |
| 2011年4月3日 | チャリティーストラップB | YURISM | 田口ユリのアクセサリーショップにて販売、売り上げの6割を義捐金として日本赤十字社に寄付 |
| 2011年4月3日 | チャリティーストラップC | YURISM | 田口ユリのアクセサリーショップにて販売、売り上げの6割を義捐金として日本赤十字社に寄付 |
| 2011年4月3日 | チャリティーストラップD | YURISM | 田口ユリのアクセサリーショップにて販売、売り上げの6割を義捐金として日本赤十字社に寄付 |